# Owen White
Owen White (* 20. Jahrhundert in Großbritannien) ist ein britischer Historiker, Autor und Hochschullehrer.

## Leben
White studierte an der englischen University of Exeter mit dem Abschluss Bachelor of Arts und promovierte im Fach Geschichte an der University of Oxford. Heute (2016) lehrt er an der Fakultät für Geschichte an der US-amerikanischen University of Delaware in Newark (Delaware).
White wurde durch seine Bücher und Zeitschriftenbeiträge zur Kolonialgeschichte des französischen Westafrikas bekannt.

## Veröffentlichungen
- Children of the French Empire: Miscegenation and Colonial Society in French West Africa, 1895–1960. Oxford University Press, Oxford, England 1999, ISBN 0-19-820819-7.
- mit J. P. Daughton: In God’s Empire. French Missionaries and the Modern World. Oxford University Press, Oxford, England 2012, ISBN 978-0-19-539644-7.
- The Rise and Fall of Modern Empires. Volume I: Social Organisation. Ashgate, Abingon, Oxfordshire, England 2013.

Zeitschriften
- Priests into Frenchmen? Breton Missionaries in Côte d’Ivoire, 1896–1918. In: French Colonial History. 2007, S. 111–121.
- Networking: Freemasons and the Colonial State in French West Africa, 1895–1914. In: French History. März 2005, Oxford University Press.[1]

Buchbesprechung
- Gary Wilder: The French Imperial Nation-State: Négritude and Colonial Humanism Between the World Wars. University of Chicago Press, Chicago, Illinois, USA 2005, ISBN 0-226-89768-0.